# Mariama Sylla (Diongoma)
Pour les articles homonymes, voir Mariama Sylla.
Mariama Sylla est une humanitaire, femme d'affaires et dirigeante d'entreprise sénégalaise.
Elle a créé l'entreprise Diongoma afin de valoriser à l'exportation la production traditionnelle de beurre de karité des femmes sénégalaises, avec désormais une certification « bio ».

## Contexte
Le karité est un arbre poussant en Afrique de l'Ouest. Avec son fruit est produit une crème, le beurre de karité, qui est traditionnellement utilisée par les femmes pour la cuisine ou les soins de la peau.  La demande mondiale de karité augmente. 
Il est largement utilisé par l'industrie des cosmétiques mais aussi par les chocolatiers comme substitut au beurre de cacao.

## Biographie
Mariama Sylla est une sénégalaise vivant en France. 

### Début de carrière
En 2007 elle crée l'entreprise Diongoma vendant surtout des bijoux et des accessoires de mode. Elle se rapproche alors d'un groupement de femmes produisant du beurre de karité traditionnel et leur en achète une petite quantité, qui trouve très vite un bon accueil auprès de la clientèle française.

### Succès
En 2014, elle effectue un voyage humanitaire dans l'est du Sénégal et notamment dans le village de Karere dans la localité de Salemata. Avec cette expérience, elle a décidé à vouloir aider les femmes locales en offrant un débouché commercial à leur production. Elle se décide à acheter leur récolte de beurre de karité, alors qu'elle n'avait encore aucun client. « Je fais un premier test en festival africain, qui a super bien marché. J’ai gagné en une journée ce que je gagnais à la fin du mois. »,
L’entreprise Diongoma installée à Salemata, dans le Sud-Est du Sénégal, y fabrique du beurre de karité, de l’huile de baobab ou d’hibiscus. Depuis 2016, cette production équitable est certifiée « bio » par l’organisme français Écocert,.
Mariama Sylla travaille avec 2 000 femmes d’un bout à l’autre de la chaine. En offrant un débouché commercial de qualité au travail de ces groupements de femmes, elle a permis une meilleure valorisation du karité qui représente jusqu’à un tiers des revenus des foyers.